# Rochelle Aytes

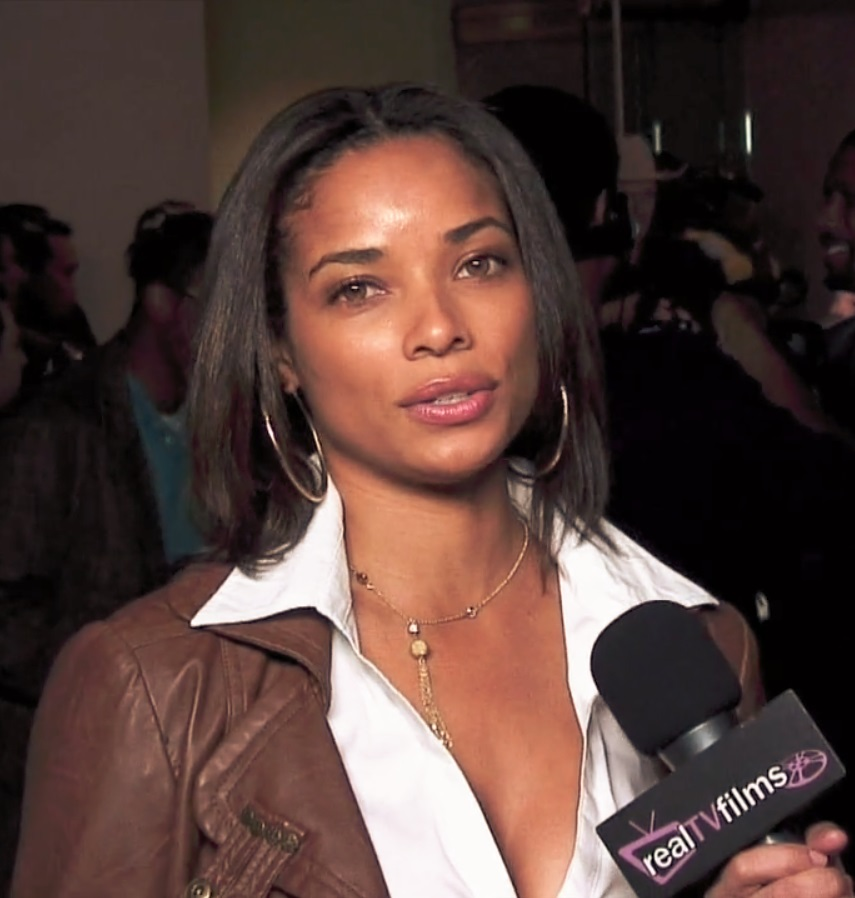
Rochelle Aytes, 2009

Rochelle Aytes (* 17. Mai 1976 in New York City, New York) ist eine US-amerikanische Schauspielerin und Filmproduzentin.

## Leben
Rochelles Aytes wuchs im New Yorker Stadtteil Harlem, im Bezirk Manhattan, auf. Sie besuchte sie Fiorello H. LaGuardia High School und studierte anschließend an der State University of New York at Purchase, die sie 1998 mit einem Bachelor of Fine Arts abschloss. Nach dem Abschluss arbeitete sie zunächst als Model und trat in Werbespots verschiedener Unternehmen auf, u. a. McDonald’s, Coca-Cola und Mercedes-Benz. Seit 2003 ist sie in verschiedenen Filmen und Fernsehserien zu sehen. Ihre erste größere Filmrolle spielte sie in dem Horrorfilm Trick ’r Treat. Von 2009 bis 2010 spielte sie in der ABC-Serie The Forgotten – Die Wahrheit stirbt nie eine wiederkehrende Rolle. Von 2013 bis 2016 spielte sie eine der Hauptrollen in der Fernsehserie Mistresses und war ebenfalls in diesem Zeitraum wiederkehrend als Dr. Savannah Hayes in der US-Serie Criminal Minds zu sehen. Sie spielte die Freundin und spätere Ehefrau von Derek Morgan, dargestellt von Shemar Moore, in der Serie S.W.A.T. spielte sie von 2019 bis 2024 die wiederkehrende Rolle der Freundin von Daniel „Hondo“ Harrelson, ebenfalls dargestellt von Shemar Moore.
2019 übernahm sie als Michelle Moore eine Hauptrolle in der zweiten Staffel der Serie The Purge – Die Säuberung.

## Privates
Aytes verlobte sich 2015 mit CJ Lindsey, der ebenfalls als Schauspieler arbeitet. Sie heirateten 2016.

## Filmografie (Auswahl)
Film
- 2004: White Chicks
- 2006: Madea’s Family Reunion
- 2007: Trick ’r Treat – Die Nacht der Schrecken (Trick’r Treat)
- 2013: CrazySexyCool
- 2015: My Favorite Five
- 2020: Magic Camp
- 2020: A Christmas Tree Grows in Colorado (Fernsehfilm)
- 2021: Spurensuche in Cherry Springs (Redemption in Cherry Springs, Fernsehfilm)

Fernsehserien
- 2003: Sex and the City (1 Episode)
- 2005: What’s Up, Dad? (My Wife and Kids, eine Episode)
- 2006: Emergency Room – Die Notaufnahme (ER, eine Episode)
- 2006: CSI: NY (eine Episode)
- 2007: Drive (7 Episoden)
- 2007: Las Vegas (eine Episode)
- 2007: Bones – Die Knochenjägerin (Bones, eine Episode)
- 2009: Navy CIS (NCIS, 1 Episode)
- 2009–2010: The Forgotten – Die Wahrheit stirbt nie (The Forgotten, 17 Episoden)
- 2010: Dark Blue (2 Episoden)
- 2010–2011: Detroit 1-8-7 (5 Episoden)
- 2011: Desperate Housewives (3 Episoden)
- 2011: White Collar (eine Episode)
- 2012–2013: Work It (13 Episoden)
- 2013–2016: Mistresses (52 Episoden)
- 2013–2016: Criminal Minds (10 Episoden)
- 2017–2018: Designated Survivor (3 Episoden)
- 2018–2019: Hawaii Five-0 (4 Episoden)
- 2019: Dolly Partons Herzensgeschichten (Dolly Parton’s Heartstrings, Folge 1x04 Cracker Jack)
- 2019–2024: S.W.A.T.
- 2019: The Purge – Die Säuberung (The Purge, 10 Episoden)
- 2022: Monarch (2 Episoden)
- seit 2025: Watson (Fernsehserie)

Produzent
- 2022: All the Men in My Life